# Seal (album 1991)
Seal è l'album di debutto del cantante britannico Seal, pubblicato nel 1991 dalla ZTT, Warner Music UK, Sire. L'album contiene i singoli Killer (originariamente interpretata con Adamski), Crazy, Future Love Paradise, The Beginning e Violet. L'album ha debuttato al primo posto della classifica britannica.

## Tracce
1. The Beginning (Seal, Guy Sigsworth) – 5:40
2. Deep Water (Seal) – 5:56
3. Crazy (Seal) – 5:57
4. Killer (Adam Tinley, Seal) – 6:22
5. Whirlpool (Seal) – 3:56
6. Future Love Paradise (Seal) – 4:20
7. Wild (Seal, Sigsworth) – 5:28
8. Show Me (Seal) – 6:00
9. Violet (Seal, Sigsworth) – 8:31